# 田村忠之
田村 忠之（たむら ただゆき、1986年-）は、日本の実業家。阪和ホールディングス代表取締役社長。事業を通して地方の地域活性化にも注力し、地方創生に取り組む。

## 人物・略歴
関西・中国地方を中心に、防災、電気設備、建築資材などを扱う5社を運営する阪和ホールディングスの経営者。小学生時よりプロ野球選手を目指すが、けがのため断念。しかし、アメリカでの生活はすべてが新鮮で世界は広いことを実感。失意のどん底から父親の経営していた会社を立て直し、年商45億円、130人以上を擁する規模に成長させ、防災事業の売上げを和歌山県で2年連続1位（2021年度の東京商工リサーチ調べ）に導くなど実績を上げた。「LEADERS’AWARD2022」PERSONALITY 部門において"憧れる経営者"投票1位に、「LEADERS’AWARD2023」SPIRIT 部門では7位に選出された．
少年期より野球に打ち込み、PL学園に進学。プロを目指し高校卒業後にはアメリカ合衆国へ留学。しかし、その矢先、けがなどが原因で挫折。その後、父親が創業した商業施設の空調・消防・水道などの設備工事を行う阪和総合防災に入社。曲折を経ながら、25歳の時に大型現場で出会った現場所長との出会いがきっかけとなり、多くの経営の知識を習得。2020年に継承すると、同年に阪和ホールディングスを設立。その後、友好的M&Aを次々に成功させ、5社グループ体制を築いたほか、「家業」から「企業」へ生まれ変わるための改革を実施。経営の可視化に着手。経営陣だけでなく数字を、従業員にも公開するなどの改革の末、約2年で債務超過の状態を脱し、黒字化を達成。従業員数を4倍、売上げを4億円から45億円へと約11倍化させ、同社を和歌山県を代表する企業に成長させた。また現在は和歌山県に限らず、関西・中国地方へとエリアを拡大している。同社看板は、現在京セラドーム大阪「レフトスタンド5階観客前」にも設置されている。田村がホールディングスという経営手法をとったのは、グループ全体の経営方針に則ってさえいれば、子会社の自主性や独立性は重んじられ自由に事業を展開することが可能だったためである。また、田村はホールディングス化は、松下幸之助が提唱し、
稲盛和夫が承継したダム式経営にも通じるものがあると考えている。
会社の立て直し後は、事業の拡大路線を歩んだが、その動機は、生まれ育った和歌山の人口流出に歯止めをかけたいということであった。大学が少ない和歌山県では他府県へ出てそのまま就職する若者が多く、田村は「働きたい」と思える会社を作ることで、学生は戻ると考えた。このため、メディアにも積極的に出演し、地元活性化をアピールし続けた。建設業界に付きまとう3Kのイメージ払しょくにも努め、教育制度の充実や会社建物の改装など実施。環境づくりに注力した結果、20代-30代の社員の獲得に成功した。

## 著書
- 『人生を好転させるチャンスメーカーの思考』（幻冬舎 2022年12月26日) ISBN 4344941403、 ISBN 9784344941403

## メディア出演

### テレビ
- 『日経〜私の道しるべ〜』（2021年4月1日 ）
- 「シゴト手帖」（日経CNBC、2022年1月22日）[8]

### 書籍・雑誌
- 『KENJA GLOBAL』（2020年9月2日）
- 『Newsweek-CHALLENGING INNOVATOR-』（2020年12月11日）
- ビジネス雑誌『Qualitas』（Engine、2021年4月1日）
- 『週刊 大阪日日新聞』 - 「地元和歌山に、若者呼び戻す」（2021年8月28日）
- 『LEADERS'AWARD2022』（2022年1月17日、11月1日 ）
- 『LEADERS'AWARD2023』（2022年11月30日）
- 『Newsweek日本版』（2022年10月25日号）
- 『夢を仕事にする方法〈3〉～リーダー24人を成功に導いた人生のレシピ～』（週刊 大阪日日新聞）

- 『LEADERS'AWARD2024』（2023年11月7日）
- 週刊エコノミスト『ビジネスクロニクル』（2024年6月1日）